# ساختمان پست
ساختمان قدیمی پست مربوط به دوره قاجار است و در زاهدان، حاشیه شرقی خیابان مولوی، روبروی مهانسرا واقع شده و این اثر در تاریخ ۱۸ شهریور ۱۳۷۷ با شمارهٔ ثبت ۲۱۱۰ به‌عنوان یکی از آثار ملی ایران به ثبت رسیده‌است.